# Eophrynidae
Famille
Les Eophrynidae sont une famille fossile d'arachnides appartenant à l'ordre également fossile des Trigonotarbida.

## Description
Les espèces de cette famille datent du Chadien du Mississippien moyen au Westphalien du Carbonifère.

## Liste des genres
Selon The World Spider Catalog 11.0 :
- Areomartus Petrunkevitch, 1913
- Eophrynus Woodward, 1871
- Nyranytarbus Harvey & Selden, 1995
- Petrovicia Frič, 1904
- Planomartus Petrunkevitch, 1953
- Pleophrynus Petrunkevitch, 1945
- Pocononia Petrunkevitch, 1953
- Somaspidion Jux, 1982
- Stenotrogulus Frič, 1904
- Vratislavia Frič, 1904

### Publication originale
- (de) Karsch, 1882 : Ueber ein neues Spinnenthier aus der Schlesischen Steinkohle und die Arachnoiden überhaupt. Zeitschrift der Deutschen geologischen Gesellschaft, vol. 34, p. 556–561.